# Skok (košarka)
Skok je jedna od bitnijih veličina u košarci. Njime obrambena ili protivnička momčad dolazi u posjed odbijene lopte nakon promašenog šuta na koš.

## Podjela
Skokove dijelimo na: napadačke i obrambene. 
Obrambeni skok je kada momčad koja prelazi u fazu napada promaši šut, a momčad koja se brani stigne u posjed odbijene lopte. Obrambeni skokovi su mnogo češći, jer se igrači momčadi koja se brani nalaze bliže svome košu. 
Napadački skok je kada momčad koja prelazi u fazu napada promaši šut, dođe natrag u posjed odbijene lopte. Ovi skokovi daju toj momčadi ponovno organiziranje napada za postizanje koša.

## Skakači
Skok se pripisuje onom igraču koji nakon odbijene lopte, prvi dođe u ponovi posjed lopte, ili odbijenu loptu pospremi u koš.
Najvažnije osobine dobrog skakača su visina i snaga, kao i dobro postavljanje ispod koša. Igrači koji igraju na pozicijima centra i krilnog centra, zbog svoje visine, a i zbog zadataka koje im je trener postavio, imaju najviše skokova tijekom utakmice.